# ئی-لاینر ایرویز
ئی-لاینر ایرویز (به انگلیسی: E-Liner Airways) یک شرکت هواپیمایی با کد یاتا EL است که در ۱۹۹۳ میلادی تأسیس شده‌است. دفتر مرکزی ئی-لاینر ایرویز در ویلمستاد، کوراسائو واقع شده‌است.